# Haby
Haby település Németországban, Schleswig-Holstein tartományban. Lakosainak száma 575 fő (2023. december 31.).

## Népesség
A település népességének változása:
| Lakosok száma | 314  | 561  | 570  | 552  | 573  | 575  |
|               | 1975 | 2017 | 2019 | 2021 | 2022 | 2023 |